# Bernard Forest de Bélidor
Bernard Forest de Bélidor (1698, Katalánie, Španělsko - 8. září, 1761, Paříž, Francie) byl francouzským inženýrem, významně se podílejícím na rozvoji hydrauliky.
Bélidor v mladém věku vstoupil do armády. Po jejím opuštění začal projevovat zájem o vědu a inženýrství a stal se profesorem u dělostřelectva ve škole Fère-en-Tardenois v Aisne. Určitou dobu se zabýval měřením zakřivení země. V následujících letech publikoval několik důležitých prací ze širokého spektra oborů, včetně hydrauliky, matematiky, civilního a vojenského inženýrství. Jeho nejznámějším dílem je kniha L'architecture hydraulique (publikovaná ve čtyřech svazcích v letech 1737 – 1753). Zde byl poprvé při řešení technických problémů použit integrální počet.
Bélidor byl učitelem etiopského oblíbence Petra Velikého, Abrahama Petroviče Hannibala.

## Práce
- Nouveau cours de mathématiques, 1725 (poprvé použit termín sinusoida)
- La science des ingénieurs dans la conduite des travaux de fortification et d'architecture civile, 1729
- Le bombardier français, ou, nouvelle méthode pour jeter des bombes avec précision. Tables, 1731
- L'architecture hydraulique, ou l'art de conduire, d'élever et de ménager les eaux pour les différents besoins de la vie, (1737-1753)
- Dictionnaire portatif de l'ingénieur, 1758